# La Motte-en-Bauges
La Motte-en-Bauges este o comună în departamentul Savoie din sud-estul Franței. În 2009 avea o populație de 431 de locuitori.

## Evoluția populației
| An        | 1975 | 1982 | 1990 | 1999 | 2006 | 2009 |
| --------- | ---- | ---- | ---- | ---- | ---- | ---- |
| Populație | 218  | 211  | 287  | 310  | 422  | 431  |